# Ješovec pri Kozjem
Ješovec pri Kozjem je naselje u slovenskoj Općini Kozju. Ješovec pri Kozjem se nalazi u pokrajini Štajerskoj i statističkoj regiji Savinjskoj. 

## Stanovništvo
Prema popisu stanovništva iz 2002. godine naselje je imalo 155 stanovnika.